# Reimarla
Reimarla (en suédois : Reimars) est une section du  quartier de Pitäjänmäki à Helsinki, la capitale de la Finlande.

## Description
Reimarla a une superficie de 1,22 km2, sa population s'élève à 4 711 habitants(1.1.2010) et il offre 1 398 emplois (31.12.2008).